# Moral de Hornuez
Moral de Hornuez est une commune de la province de Ségovie dans la communauté autonome de Castille-et-León en Espagne.

## Sites et patrimoine
- Sanctuaire Notre-Dame de Hornuez (es)

Sanctuaire Notre-Dame de Hornuez
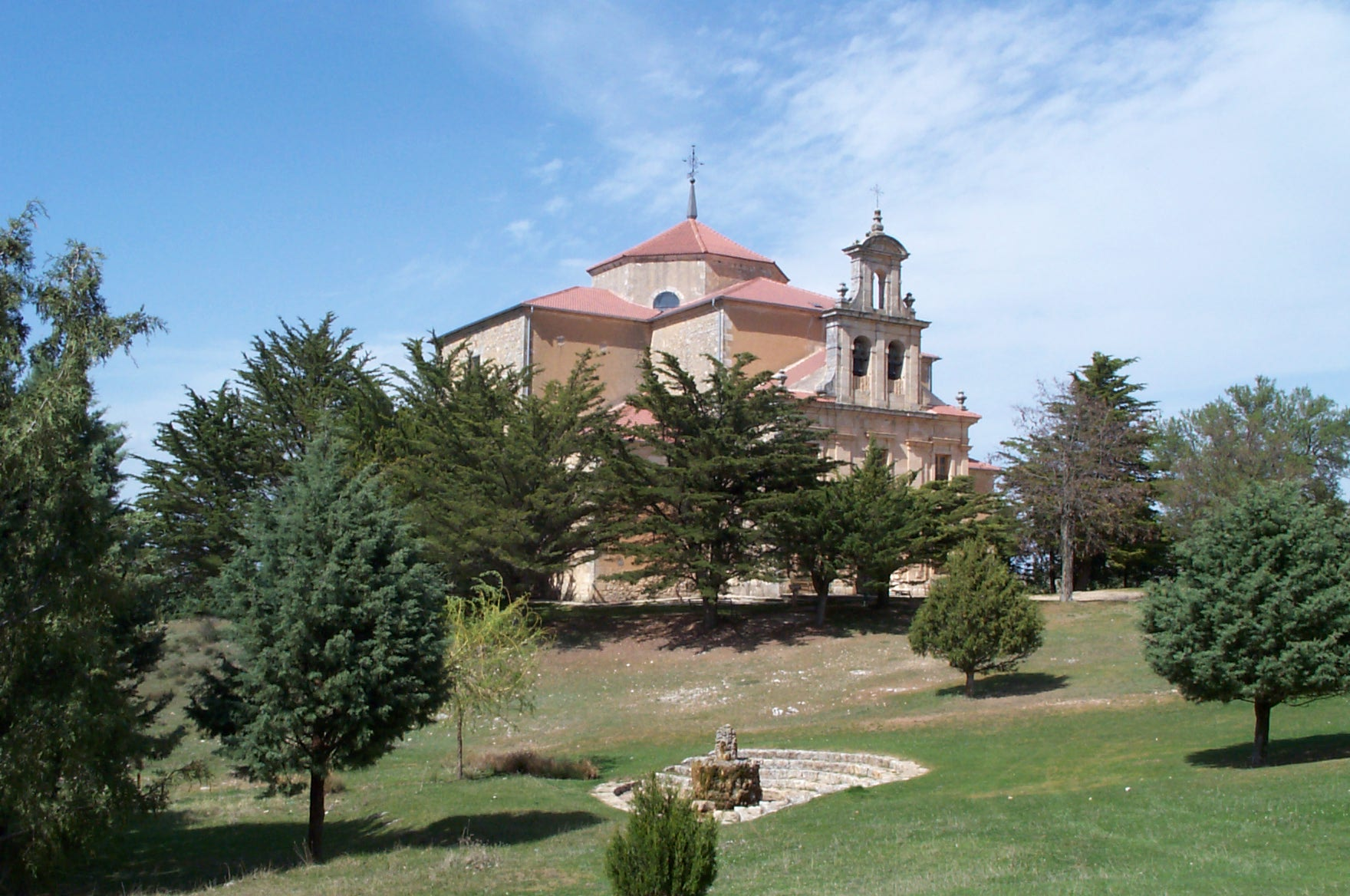
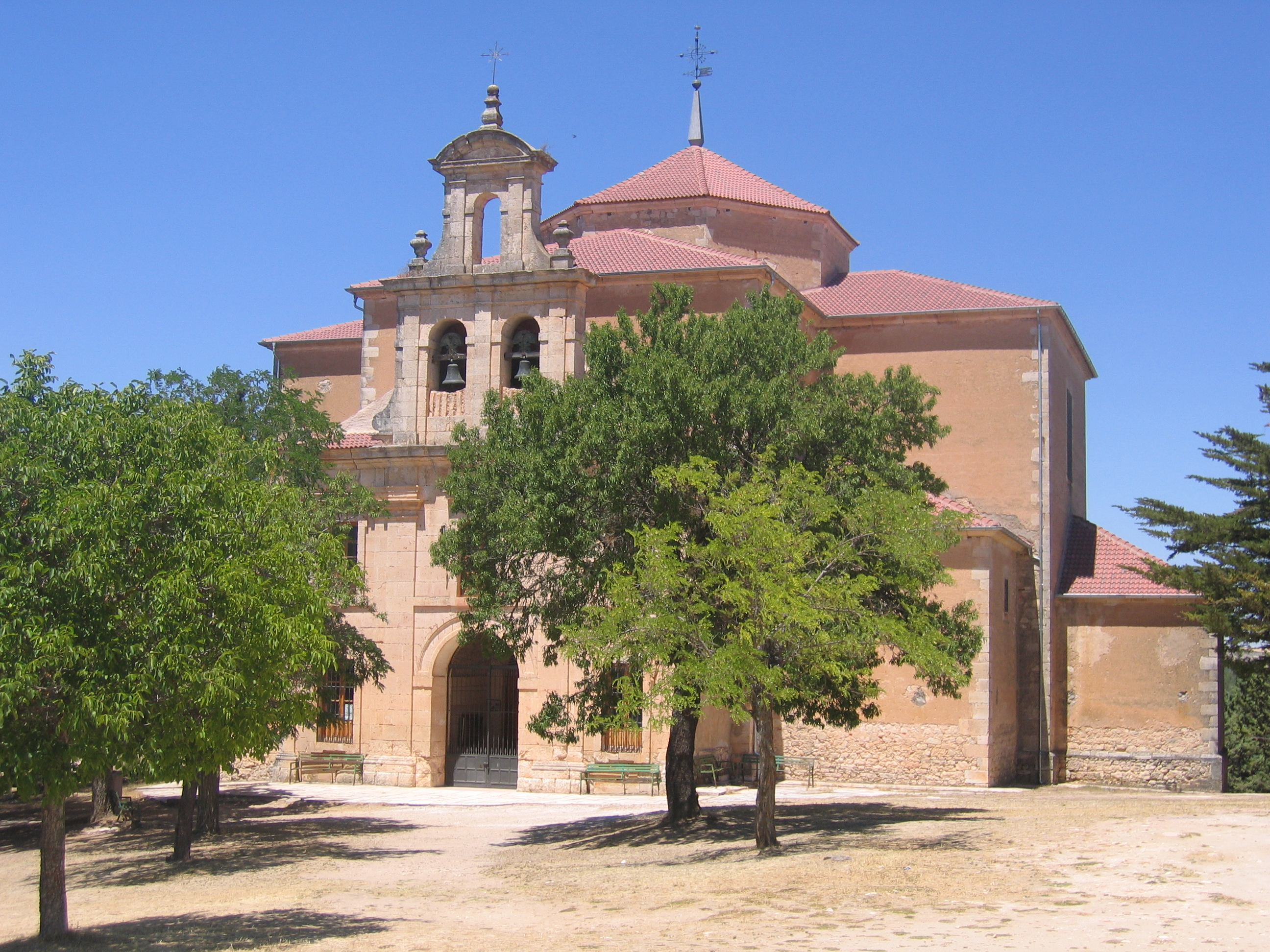